# Lexikon der Biologie

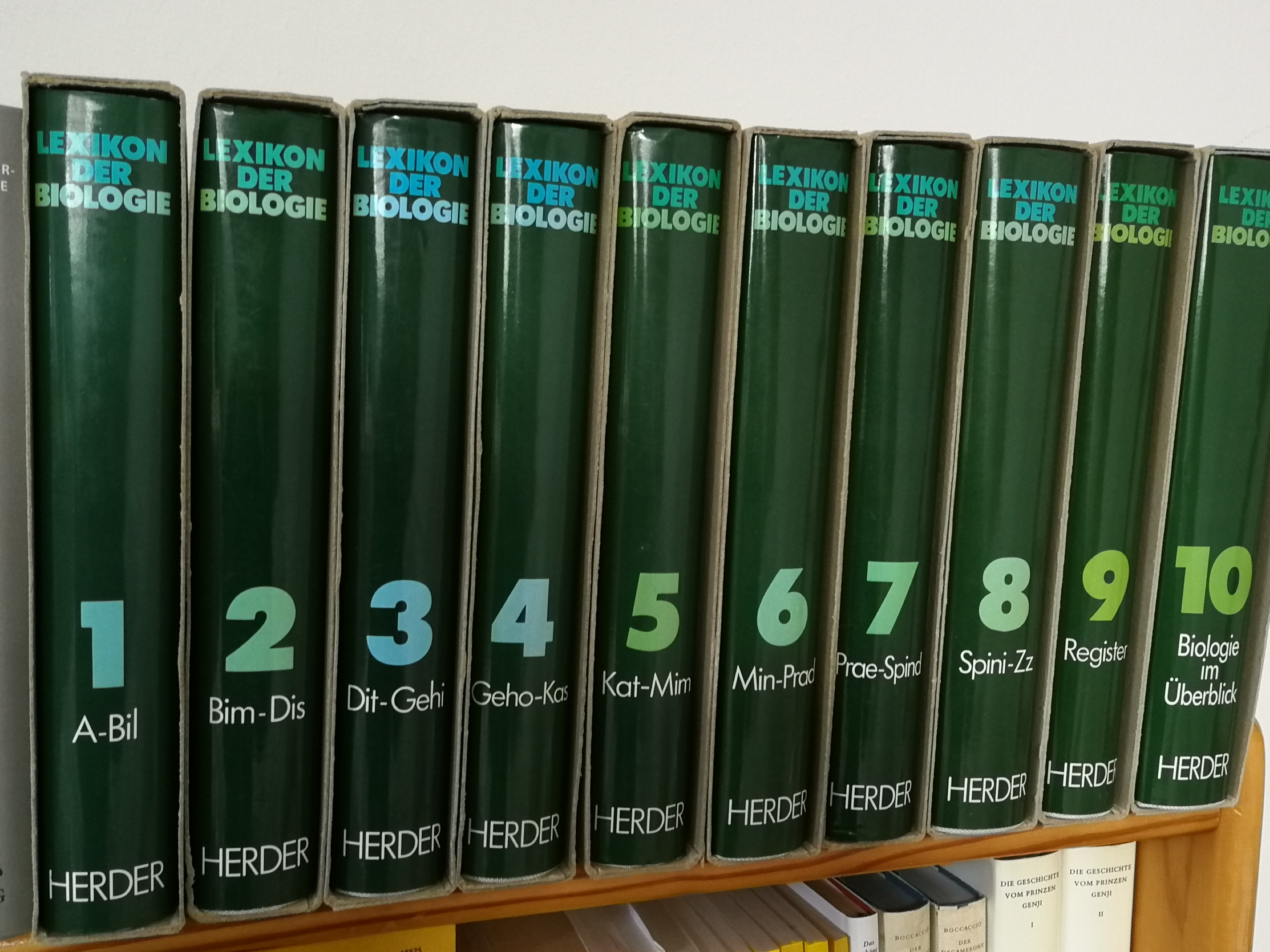
Lexikon der Biologie (1. Auflage des Herder Verlages Freiburg im Breisgau 1983–1992, Buchrücken im Regal)

Das Lexikon der Biologie ist eines der umfangreichsten Nachschlagewerke zur Biologie und zugleich einer naturwissenschaftlichen Fachdisziplin.

## Geschichte

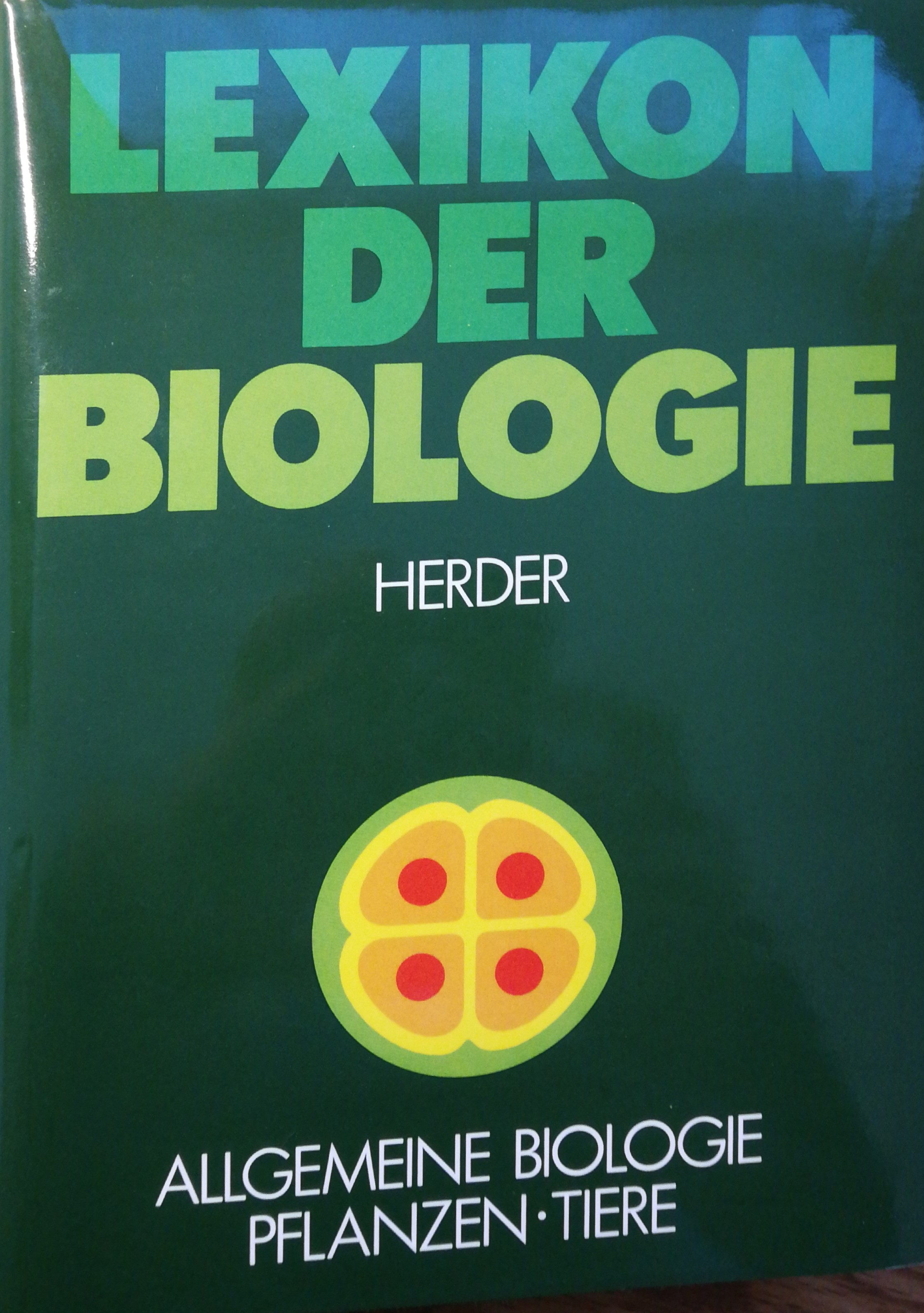
Lexikon der Biologie (1. Auflage des Herder Verlages Freiburg im Breisgau 1983–1992, Frontcover von Band 1)

Das vom Freiburger Herder-Verlag von 1983 bis 1987 erstmals herausgegebene Herder-Lexikon der Biologie war damals das erste Nachschlagewerk, das alle Facetten der biologischen Wissenschaft behandelte. In der ersten Auflage hatte das Lexikon einen Umfang von 8 Bänden sowie einem Registerband. Es umfasste ca. 4000 Stichwörter sowie eine große Anzahl von Unterstichwörtern und war mit über 5000 Tabellen und Abbildungen sowie mit über 450 Farbtafeln ausgestattet.
Eine Besonderheit waren bereits in der ersten Auflage und sind bis heute zahlreiche Übersichtsartikel zu speziellen Themen der Biologie, die jeweils von herausragenden Fachspezialisten verfasst und als deren persönliche Beiträge gekennzeichnet sind. Unter diesen Fachbeiträgen werden auch grenzübergreifende Themen bis hin zu Fragen der (Bio-)Philosophie, Theologie oder Ethik besprochen.
Neben den traditionellen Disziplinen der Biologie behandelt das Lexikon der Biologie auch Fachbereiche wie Geobotanik, Paläontologie, Natur- und Umweltschutz und widmet sich auch verstärkt den sogenannten „niederen“ Organismengruppen. Daneben werden auch Begriffe aus den Randgebieten der Biologie behandelt, so aus der Land- und Forstwirtschaft, der angewandten Botanik und Zoologie, der Anthropologie, Medizin und Pharmazie.
Die erste Auflage wurde unter der Redaktion von Rolf Sauermost von über 100 Autoren verfasst, die überwiegend als Wissenschaftler an der Universität Freiburg forschten bzw. forschen. Als Fachberater zeichneten die Freiburger Biologen Arno Bogenrieder (Professor für Geobotanik), Klaus-Günter Collatz und Günther Osche (beide Professor für Zoologie) sowie Hans Kössel (Professor für Molekularbiologie).
Weitere Autoren waren unter anderem Hans Mohr (z. B. Erklärung in der Biologie, Ethik in der Biologie), Gerhard Vollmer (z. B. Erkenntnistheorie und Biologie – Evolutionäre Erkenntnistheorie, Wissenschaftstheorie in der Biologie, Teleologie, Teleonomie), Bernhard Hassenstein (z. B. Entropie und ihre Rolle in der Biologie, Jugendentwicklung: Tier-Mensch-Vergleich, Freiheit und freier Wille, Information und Instruktion), Otti Wilmanns (Naturschutz) oder Albin Eser (Insemination: ethische und rechtliche Aspekte).
Komplettiert wurde das Lexikon 1992 durch einen Band Biologie im Überblick (herausgegeben von Michael Schmitt), mit den Bereichen Systematik, Tabellen, Geschichte und Perspektiven der Biologie, und 1994 und 1995 durch zwei Ergänzungsbände. 1994 wurde das Lexikon vom Spektrum Akademischer Verlag übernommen und zunächst weiterhin unter der Bezeichnung Herder-Lexikon der Biologie herausgebracht.
Seit 2004 erscheint das Werk als Lexikon der Biologie im Verlag Elsevier als Buch- und CD-ROM-Ausgabe mit einem Umfang von 7200 Seiten. Es wird unter der Projektleitung von Rolf Sauermost von Doris Freudig redaktionell bearbeitet, die Autorenzahl ist bis dahin auf über 200 angewachsen. Neben Arno Bogenrieder, Klaus-Günter Collatz und Günther Osche wurden Georg Schön (Mikrobiologe) und Uwe Maier (Zellbiologe) an der Universität Marburg (Biochemie, Molekularbiologie in Nachfolge des verstorbenen Hans Kössel) als Fachberater gewonnen.
Als weltweit größtes alphabetisches Nachschlagewerk zur Biologie hat diese Ausgabe, die 14 Bände umfasst, ca. 75.000 Artikel, über 400.000 Verweise, über 10.000 Abbildungen, Bildtafeln, Strukturformeln und Tabellen. Die Zahl der enzyklopädischen Artikel zu speziell ausgewählten, aktuellen Themen der Biologie ist auf 50 angewachsen.
Wesentlich erweitert wurde das Lexikon mit Begriffen zu modernen Forschungsgebieten wie Biochemie, Molekularbiologie, Biotechnologie, Immunologie und Medizin oder zu Geschichte der Biologie und Biochemie. Außerdem behandeln mehr als 1000 biographische Artikel Forscherpersönlichkeiten, die die Entwicklung der Biowissenschaften von der Antike bis zur Gegenwart entscheidend geprägt haben.

## Kritiken
„Das Lexikon hat einen außerordentlich hohen Gebrauchswert, da es eine sichere Wahl auf der Suche nach kompetenten Antworten zu sämtlichen Fragen der Biowissenschaften darstellt. Es wird zum unentbehrlichen Nachschlagewerk für alle Biowissenschaftler avancieren.“

## Bibliografische Angaben
- Lexikon der Biologie. Allgemeine Biologie, Pflanzen, Tiere. 10 Bände. Herder, Freiburg im Breisgau/Basel/Wien 1983–1992, DNB 550880577.
  - Band 1: A bis Bilzingsleben. Herder, Freiburg im Breisgau/Basel/Wien 1983, ISBN 3-451-19641-7.
  - Band 2: Bimolekulare Lipidschicht bis Disyringa. Herder, Freiburg im Breisgau/Basel/Wien 1984, ISBN 3-451-19642-5.
  - Band 3: Diterpene bis Gehirnzentren. Herder, Freiburg im Breisgau/Basel/Wien 1984, ISBN 3-451-19643-3.
  - Band 4: Gehölze bis Kasugamycin. Herder, Freiburg im Breisgau/Basel/Wien 1985, ISBN 3-451-19644-1.
  - Band 5: Katabiose bis Mimus. Herder, Freiburg im Breisgau/Basel/Wien 1985, ISBN 3-451-19645-X.
  - Band 6: Minamata-Krankheit bis Prädisposition. Herder, Freiburg im Breisgau/Basel/Wien 1986, ISBN 3-451-19646-8.
  - Band 7: Praealpin bis Spindelstrauch. Herder, Freiburg im Breisgau/Basel/Wien 1986, ISBN 3-451-19647-6.
  - Band 8: Spinifex-Grasland bis Zypressenmoos. Herder, Freiburg im Breisgau/Basel/Wien 1987, ISBN 3-451-19648-4.
  - Band 9: Register, Bibliographie. Herder, Freiburg im Breisgau/Basel/Wien 1987, ISBN 3-451-19649-2.
  - Band 10: Biologie im Überblick. Systematik, Tabellen, Geschichte, Perspektiven. Herder, Freiburg im Breisgau/Basel/Wien 1992, ISBN 3-451-19650-6.
- Herder-Lexikon der Biologie. 9 Bände + 1 Ergänzungsband. Spektrum, Heidelberg/Berlin/Oxford 1994–1995, ISBN 3-86025-156-2.
  - Band 1: A bis Bilzingsleben. Spektrum, Heidelberg/Berlin/Oxford 1994, DNB 94079960X.
  - Band 2: Bimolekulare Lipidschicht bis Disyringa. Spektrum, Heidelberg/Berlin/Oxford 1994, DNB 940799707.
  - Band 3: Diterpene bis Gehirnzentren. Spektrum, Heidelberg/Berlin/Oxford 1994, DNB 940799766.
  - Band 4: Gehölze bis Kasugamycin. Spektrum, Heidelberg/Berlin/Oxford 1994, DNB 940799820.
  - Band 5: Katabiose bis Mimus. Spektrum, Heidelberg/Berlin/Oxford 1994, DNB 940799928.
  - Band 6: Minamata-Krankheit bis Prädisposition. Spektrum, Heidelberg/Berlin/Oxford 1994, DNB 940800063.
  - Band 7: Praealpin bis Spindelstrauch. Spektrum, Heidelberg/Berlin/Oxford 1994, DNB 940800101.
  - Band 8: Spinifex-Grasland bis Zypressenmoos. Spektrum, Heidelberg/Berlin/Oxford 1994, DNB 940800160.
  - Band 9: Register, Bibliographie. Spektrum, Heidelberg/Berlin/Oxford 1994, DNB 940800225.
  - Ergänzungsband: A-Z. Allgemeine Biologie, Pflanzen, Tiere. Spektrum, Heidelberg/Berlin/Oxford 1995, ISBN 3-86025-343-3.
- Doris Freudig, Rolf Sauermost (Red.): Lexikon der Biologie. 14 Bände. Spektrum, Heidelberg 2006, ISBN 978-3-8274-1736-7. 
  - Band 1: A bis Arjona. Spektrum, Heidelberg 2006, ISBN 978-3-8274-0326-1.
  - Band 2: Arktis bis Blast-Zellen. Spektrum, Heidelberg 2006, ISBN 978-3-8274-0327-8.
  - Band 3: Blatt bis Citusöl. Spektrum, Heidelberg 2006, ISBN 978-3-8274-0328-5.
  - Band 4: Citation-Index bis Elefantenzahn. Spektrum, Heidelberg 2006, ISBN 978-3-8274-0329-2.
  - Band 5: Elektivitätsindex bis Flitterzellen. Spektrum, Heidelberg 2006, ISBN 978-3-8274-0330-8.
  - Band 6: Flocculus bis Gzhelian-Stufe. Spektrum, Heidelberg 2006, ISBN 978-3-8274-0331-5.
  - Band 7: H bis Kapitatum. Spektrum, Heidelberg 2006, ISBN 978-3-8274-0332-2.
  - Band 8: Kapkastanie bis Lynx. Spektrum, Heidelberg 2006, ISBN 978-3-8274-0333-9.
  - Band 9: Lyolyse bis Nautococcus. Spektrum, Heidelberg 2006, ISBN 978-3-8274-0334-6.
  - Band 10: Navicula bis Phalium. Spektrum, Heidelberg 2006, ISBN 978-3-8274-0335-3.
  - Band 11: Phallaceae bis Resistenzzüchtung. Spektrum, Heidelberg 2006, ISBN 978-3-8274-0336-0.
  - Band 12: Resolvase bis Simvastatin. Spektrum, Heidelberg 2006, ISBN 978-3-8274-0337-7.
  - Band 13: Sinalbin bis Tractus. Spektrum, Heidelberg 2006, ISBN 978-3-8274-0338-4.
  - Band 14: Trade-off bis Zythos. Spektrum, Heidelberg 2006, ISBN 978-3-8274-0339-1.